# Fulgoraecia epityraea
Fulgoraecia epityraea is een vlinder uit de familie van de Epipyropidae. De wetenschappelijke naam van de soort is voor het eerst geldig gepubliceerd in 1974 door Scheven.